# Амр Гамаль
Амр Гамаль (араб. عمرو جمال‎; 3 августа 1991, Наг-Хаммади, Египет) — египетский футболист, нападающий клуба «Тала Аль Гаиш». Выступал за сборную Египта.

## Клубная карьера
Гамаль начал карьеру в столичном клубе «Аль-Ахли». 28 мая 2013 года в матче против «Газль Эль-Махалла» он дебютировал за команду в чемпионате Египта. В этом же поединке Амр забил свой первый гол за «Аль-Ахли». В том же году Гамаль принял участие в Клубном чемпионате мира в Марокко. На турнире он сыграл в поединке против мексиканского «Монтеррея». В составе клуба Амр трижды выиграл чемпионат и дважды Кубок Египта, а также стал победителем Лиги чемпионов КАФ. Летом 2017 года Гамаль на правах аренды перешёл в южноафриканский «Витс Юниверсити». 13 сентября в матче против «Голден Эрроуз» он дебютировал в чемпионате ЮАР. В этом же поединке Амр забил свой первый гол за «Витс Юниверсити».
В начале 2018 года Гамаль был арендован финским ХИКом. 8 апреля в матче против «Ильвеса» он дебютировал в Вейккаус лиге. 20 июня в поединке против КуПС Амр забил свой первый гол за ХИК.

## Международная карьера
5 марта 2014 года в товарищеском матче против сборной Боснии и Герцеговины Гамаль дебютировал за сборную Египта. 30 августа в поединке против сборной Кении он забил свой первый гол за национальную команду.

### Голы за сборную Египта
| #   | Дата            | Место                                        | Противник | Счёт | Результат | Соревнование          |
| --- | --------------- | -------------------------------------------- | --------- | ---- | --------- | --------------------- |
| 01. | 30 августа 2014 | Асуан Стедиум, Ауан, Египет                  | Кения     | 1:0  | 1:0       | Товарищеский матч     |
| 02. | 15 октября 2014 | Каирский международный стадион, Каир, Египет | Ботсвана  | 1:0  | 2:0       | КАН-2015 квалификация |
| 03. | 11 октября 2015 | Мохаммед бин Зайед Стэдиум, Абу-Даби, ОАЭ    | Замбия    | 3:0  | 3:0       | Товарищеский матч     |

## Достижения
«Аль-Ахли» (Каир)
- Чемпион Египта (3): 2013/14, 2015/16, 2016/17
- Обладатель Кубка Египта (2): 2016/17, 2016/17
- Победитель Лиги чемпионов КАФ: 2013
- Обладатель Кубка конфедераций КАФ: 2014
- Обладатель Суперкубка КАФ (2): 2013, 2014